# Большая Мышья
Большая Мышья, Малая Мышья — река в России, протекает в Нагорском районе Кировской области. Устье реки находится в 17 км по правому берегу реки Кобра. Длина реки составляет 13 км.
Исток реки у села Николаево (Чеглаковское сельское поселение) в 14 км к северо-западу от посёлка Нагорск. Река течёт на восток, затем на северо-восток. Впадает в Кобру у деревни Плетни (Чеглаковское сельское поселение). В 2 км ниже устья в левобережье реки Кобры находится озеро Боровое и Глухое.

## Данные водного реестра
По данным государственного водного реестра России относится к Камскому бассейновому округу, водохозяйственный участок реки — Вятка от истока до города Киров, без реки Чепца, речной подбассейн реки — Вятка. Речной бассейн реки — Кама.
По данным геоинформационной системы водохозяйственного районирования территории РФ, подготовленной Федеральным агентством водных ресурсов:
- Код водного объекта в государственном водном реестре — 10010300212111100031389
- Код по гидрологической изученности (ГИ) — 111103138
- Код бассейна — 10.01.03.002
- Номер тома по ГИ — 11
- Выпуск по ГИ — 1